# Плоская Дальняя
Плоская Дальняя — гора, активный стратовулкан, известный как Ушковский вулкан, Ушковская сопка или Ушкинская сопка.
Находится в центральной части полуострова Камчатка к западу от Ключевского вулкана. Входит в восточный вулканический пояс. Расположен в Ключевской группе вулканов.
Вулкан Ушковский вместе с вулканом Крестовским образует единый вулканический массив.
Вулкан Ушковский имеет форму эллипсовидного усечённого конуса. Вершина вулкана венчается округлой кальдерой размером 4,5×5,5 км, заполненная толстым слоем льда. Породы слагающие его, представлены базальтовой пирокластикой. Высота — 3943 м над уровнем моря. Последний раз извергался в 1890 году.
Старое название вулкана — сопка Ушковская.